# Selena (Nadwirna)
Selena (ukrainisch Зелена; russisch Зелёная Seljonaja, polnisch Zielona) ist ein Dorf in der ukrainischen Oblast Iwano-Frankiwsk in der Westukraine mit etwa 2300 Einwohnern.
Die Ortschaft liegt im Süden der historischen Landschaft Galizien in den Ausläufern der Karpaten bei der Mündung der Flüsse Selenyzja (Зелениця) und Chrypeliw (Хрипелів) in die Bystryzja Nadwirnjanska, etwa 20 Kilometer südwestlich vom Rajonzentrum Nadwirna und 51 Kilometer südwestlich vom Oblastzentrum Iwano-Frankiwsk entfernt.
Der Ort entstand in der ersten Hälfte des 18. Jahrhunderts, lag zunächst in der Adelsrepublik Polen-Litauen, Woiwodschaft Ruthenien und kam 1772 als Zelona, später Zielona zum damaligen österreichischen Kronland Galizien (bis 1918 dann im Bezirk Nadwórna).
Nach dem Ende des Ersten Weltkrieges kam er zu Polen, war hier ab 1921 als Zielona in die Woiwodschaft Stanislau, Powiat Nadwórna als Hauptort der Gmina Zielona eingegliedert und wurde im Zweiten Weltkrieg erst von der Sowjetunion und ab 1941 bis 1944 von Deutschland besetzt und dem Distrikt Galizien angeschlossen. Nach der Rückeroberung durch sowjetische Truppen 1944 kam er 1945 wiederum zur Sowjetunion und wurde in die Ukrainische SSR eingegliedert, seit 1991 ist der Ort Teil der heutigen Ukraine.
Zwischen 1897 und 1968 führte von der Bahnstrecke Sighetu Marmației–Iwano-Frankiwsk bei Nadwirna ausgehend die Waldbahn Nadwirna durch den Ort und weiter durch das Bystryzjatal in südliche Richtung in die Karpatenwälder.
Am 12. Juni 2020 wurde das Dorf ein Teil der neu gegründeten Landgemeinde Passitschna im Rajon Nadwirna, bis dahin bildete es zusammen mit den Dörfern Maksymez (Максимець) und Tschernyk (Черник) die Landratsgemeinde Selena (Зеленська сільська рада/Selenska silska rada) im Westen des Rajons.